# 階冪
在數學中，正整数的階冪（英語：expofactorial 或 exponential factorial）是所有小於及等於該數的正整數的冪，記作 n$ ，例如：
{\displaystyle 4\$=4^{3^{2^{1}}}=262144}。
階冪是階加和階乘在冪運算上的類比。
前几项的階冪数为
1 , 2 , 9 , 262144 , ... （OEIS數列A049384）
階冪的增長率比階乘，甚至過級階乘還要快。到了5的階冪，已經是 {\displaystyle 5\$=5^{262144}\approx 6.206069878660874\times 10^{183230}}。

## 定義
一般地說，對於正整數 n，
{\displaystyle n\$=n_{}^{(n-1)^{{(n-2)}^{.\,^{.\,^{.\,^{{3}^{{2}^{1}}}}}}}}}
從上述公式中，可以推導出遞歸關係：
{\displaystyle \left\{{\begin{aligned}1\$&=1\\n\$&=n^{(n-1)\$}\end{aligned}}\right.}。
遞迴關係在階冪函數中任意正整數 n 皆成立，例如：
{\displaystyle {\begin{aligned}5\$&=5^{4\$}\\6\$&=6^{5\$}\\50\$&=50^{49\$}\end{aligned}}}

## 非正整數的擴展
階冪原始的定義只在正整數上。不同於階乘，階冪的定義域從正整數推廣到實數和複數的過程中，遇到了困難。
與疊代冪次相似，由於冪塔高度為 0 的數值並沒有一個廣為接受的良好定義， {\displaystyle 0\$} 並未定義。階冪亦不像階乘般，存在如伽瑪函數一樣的函數，作為其對實數以至複數的擴展。

## 變化

### 雙階冪
類比於雙階乘，能夠為正整數 n 定義雙階冪（double expofactorial）。
當 {\displaystyle n} 是單數，{\displaystyle n\$\$=n_{}^{(n-2)^{{(n-4)}^{.\,^{.\,^{.\,^{{5}^{{3}^{1}}}}}}}}} 。
當 {\displaystyle n} 是雙數，{\displaystyle n\$\$=n_{}^{(n-2)^{{(n-4)}^{.\,^{.\,^{.\,^{{6}^{{4}^{2}}}}}}}}} 。

### 多重階冪
雙階冪能進一步推廣為多重階冪（multiple expofactorial）。 {\displaystyle n\$_{(m)}}被称为 n 的 m 重階冪，定义为
{\displaystyle n\$_{(m)}=\left\{{\begin{aligned}&1\qquad \qquad \ &&{\mbox{if }}0\leq n<m\\&n^{(n-m)\$_{(m)}}&&{\mbox{if }}n\geq m\quad \ \ \,\end{aligned}}\right.}。
例如， {\displaystyle 7\$_{(3)}=7^{4^{1}}=2401}。

### 超級階冪
類比於由尼爾·斯洛恩和西蒙·普勞夫定義的超級階乘，我們能定義超級階冪（superexpofactorial）為首 n 個階冪的疊冪，記作{\displaystyle \operatorname {se} (n)}。
{\displaystyle \operatorname {se} (n)=n\$_{}^{(n-1)\$^{{(n-2)\$}^{.\,^{.\,^{.\,^{{3\$}^{{2\$}^{1\$}}}}}}}}}
例如， {\displaystyle \operatorname {se} (3)={(3^{2^{1}})}^{({2^{1}})^{1}}=81}
前幾個超級階冪為
1 , 2 , 81, ...
第四个超級階冪值約為{\displaystyle 7.975\times 10^{438}}。

### 過級階冪
過級階冪（hyperexpofactorial）寫作 {\displaystyle \operatorname {he} (n)} ，其定義為
{\displaystyle \operatorname {he} (n)={^{n}n}_{}^{{^{n-1}(n-1)}^{{^{n-2}(n-2)}^{.\,^{.\,^{.\,^{{^{3}3}^{{^{2}2}^{^{1}1}}}}}}}}}，
其中 {\displaystyle {^{b}a}} 表示疊代冪次。
例如， {\displaystyle \operatorname {he} (3)={(3^{3^{3}})}^{({2^{2}})^{1}}}
前幾項的過級階冪為
1 , 4 , 3381391913522726342930221472392241170198527451848561, ...
第四个過級階冪值約為{\displaystyle 10^{10^{205.43}}}。

### 倒數階冪
倒數階冪（reciprocal expofactorial）是指所有小於及等於該數的正整數之倒數的疊冪：
{\displaystyle {\frac {1}{n}}_{}^{({\frac {1}{n-1}})^{({{\frac {1}{n-2}})}^{.\,^{.\,^{.\,^{{({\frac {1}{3}})}^{{({\frac {1}{2}})}^{1}}}}}}}}}。

## 階冪的和及積
首 n 個階冪的和為
{\displaystyle \sum _{k=1}^{n}k\$=1\$+2\$+3\$+\cdots +n\$}。
首 n 個階冪的積為
{\displaystyle \prod _{k=1}^{n}k\$=1\$\times 2\$\times 3\$\times \cdots \times n\$}。
以上兩個數值的增長率，要比階冪本身還要快。

首 n 個階冪倒數的和為
{\displaystyle \sum _{k=1}^{n}{\frac {1}{k\$}}=1+{\frac {1}{2\$}}+{\frac {1}{3\$}}+\cdots +{\frac {1}{n\$}}}。
當 n 趨向無窮大，其值收斂於 {\displaystyle 1.6111149258083767361111...}。（OEIS數列A080219）